# (2048) Dwornik
(2048) Dwornik es un asteroide que forma parte del cinturón interior de asteroides y fue descubierto el 27 de agosto de 1973 por Eleanor Francis Helin desde el observatorio del Monte Palomar, Estados Unidos.

## Designación y nombre
Dwornik fue designado inicialmente como 1973 QA.
Posteriormente se nombró en honor del geólogo estadounidense Stephen E. Dwornik.

## Características orbitales
Dwornik está situado a una distancia media de 1,954 ua del Sol, pudiendo acercarse hasta 1,87 ua y alejarse hasta 2,037 ua. Su excentricidad es 0,04264 y la inclinación orbital 23,75°. Emplea en completar una órbita alrededor del Sol 997,3 días.
Dwornik pertenece al grupo asteroidal de Hungaria.